# Leucauge medjensis
Leucauge medjensis este o specie de păianjeni din genul Leucauge, familia Tetragnathidae, descrisă de Lessert, 1930.
Este endemică în Congo. Conform Catalogue of Life specia Leucauge medjensis nu are subspecii cunoscute.